# سريان الهواء

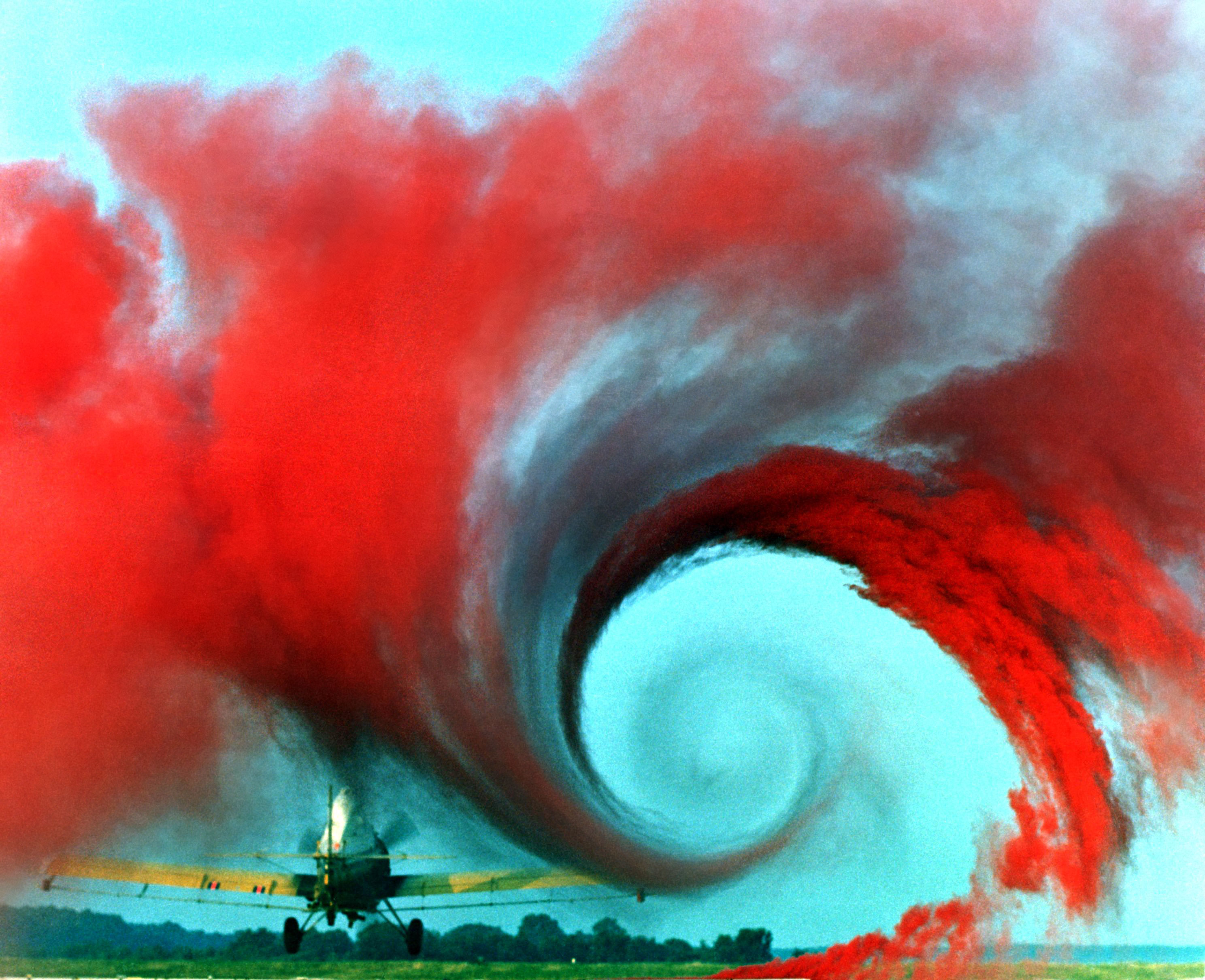

سريان الهواء في الهندسة هو عملية قياس معدل أو مقدار الهواء الذي يمر عبر جهاز معين خلال وحدة الزمن.
ويُمكن قياس كمية الهواء عن طريق حجمها أو كتلتها، وعادة ما تُقاس باستخدام الحجم لكن في بعض التطبيقات والتخصصات يتطلب قياسها عن طريق الكتلة، والهواء عبارة عن غاز أي أن حجمه من الممكن أن يتغير مع تغير درجة الحرارة.

## الوحدات
يُمكن التعبير عن سريان الهواء بواسطة العديد من الوحدات:

### بواسطة الحجم
- l/s : لتر/ثانية
- m3/h : متر3/ساعة
- ft3/hr : قدم3/ساعة

### بواسطة الكتلة
- kg/s : كيلوغرام/ثانية

## القياس
يُمكن قياس معدل سريان الهواء بواسط جهاز أو أداة تُسمي مقياس سريان الهواء

## التحكم
يُمكن التحكم في سريان الهواء أو تنظيمه وذلك باستخدام المُثبط (دامبر)، حيث يُمكنه تقليل أو زيادة أو إيقاف سريان الهواء بشكل كلي، وهناك جهاز آخر للتحكم ولكنه أكثر تعقيدًا لكنه لا يُنظم سريان الهواء فقط لكن لديه أيضًا القدرة علي صنع تيار هواء خلال وحدة مناولة الهواء.

## الاستخدام
قياس مُعدل سريان الهواء هو شئ ضروري في العديد من التطبيقات مثل عمليات التهوية والتكييف وكذلك عمليات الاحتراق والإشعال لتحديد نسبة الهواء للوقود.

## أُنظر أيضًا
- تدفق حجمي.
- وحدة مناولة الهواء.
- جريان الموائع.